# Die Wetterorgel
Die Wetterorgel ist ein vom Hessischen Rundfunk produziertes und 1989 erstmals ausgestrahltes Marionetten-Spiel der Augsburger Puppenkiste.

## Handlung
Herr Quallus, der Kirchenorganist von Bürgerwallstadt im Lande Mandolien, wird beim Diebstahl des Opferstockes ertappt und deshalb entlassen. Unmittelbar darauf spricht ihn am Marktbrunnen der Wettergeist Wasserquatsch an und schlägt dem Musiker vor, Rache zu nehmen.
Derweil streitet sich der Meteorologe und Fernsehwetteransager Professor Siebenschläfer mit der sprechenden Schwalbe Rosine, sie stets für ihn Wetterfotos schießt. Sie möchte auch einmal vor die Kamera, der Experte fürchtet jedoch die Reaktion der Zuschauer. Herr Quallus vergiftet derweil heimlich Herrn Siebenschläfers Teewasser, sodass dieser für einige Tage ins Krankenhaus muss. In der darauffolgenden Nacht spielt der Organist auf der Orgel in einer kleinen verlassenen Kapelle Musikstücke, mit denen Wettergeister heraufbeschworen werden. Die Wettergeister heißen Wasserquatsche, Sturmheuler, Hagelfratze, Blitzflacker und Donnerstängel. Sie verursachen einen starken Hagelschauer, bei dem auch das Haus des Försters Kalivar beschädigt wird. Am nächsten Tag geht dessen Tochter Lisa mit ihrem Freund Hannes, der sie über die Ferien besucht, in den Wald. Dort lebt der musizierende Bär Kempinski, von dem nur die Kinder wissen. Durch sein Flötenspiel gelingt es ihm, den starken Nebel, der nach dem Unwetter herrscht, stellenweise zu lichten. Kempinski glaubt anfangs aber nicht daran, dass dies durch seine Musik verursacht wurde. Rosine stößt zu den Kindern und dem Bären und berichtet von Quallus' nächtlichem Orgelspiel. Zusammen mit dem Biber Carlos begeben sie sich zur Kapelle und sehen auf dem Weg Quallus, der im Haus des Professors schläft.
Da die Schwalbe die Wettergeister belauscht hat, weiß sie, dass diese durch das Sonnenscheinkonzert vertrieben werden können. Offenbar hat Kempinski unwissentlich einen Teil daraus gespielt und dadurch die Nebelschwaden vertrieben. In der Kapelle suchen sie aber vergeblich nach den entsprechenden Noten. Quallus kommt hinzu und verkündet überheblich, dass er diese versteckt hat. Danach lässt der Musiker wieder einen Sturm aufziehen. Die Geister entführen Lisa und Hannes auf eine Insel in der Mitte eines abgelegenen Waldsees. Dort lernen sie Quatschi, einen kleinen Wasserquatsch, kennen. Er gehört zwar auch zu den Wettergeistern, ist aber sehr sympathisch. Rosine fliegt unterdessen ins Haus des Professors und findet dort die Notenblätter, die sie sogleich in einer Höhle versteckt. Die Tiere wollen Lisas Eltern zur Hilfe holen, werden aber erneut von Quallus angesprochen. Er bietet an, die Kinder wieder freizulassen, wenn er dafür die Noten zurückkriegt. Die Freunde gehen darauf ein. Nach dem Tausch vernichten die Wettergeister die Aufzeichnungen des Sonnenscheinkonzertes. Die Schwalbe verrät den anderen aber, dass sie vorher Fotos der Blätter angefertigt hat. Diese entwickelt sie anschließend im Haus des Professors. Die Kinder gehen nach Hause, damit die Erwachsenen nicht misstrauisch werden.
Am Abend sendet Quallus den Wetterbericht und sagt erneute Unwetter voraus. Rosine hat derweil die Bilder entwickelt und bringt sie Kempinski. Dieser probt die ganze Nacht mit anderen Tieren das Konzert. Quallus spielt derweil wieder in der Kapelle und lässt einen weiteren Sturm über Mandolien ziehen. Am nächsten Morgen gehen Lisa und Hannes zurück in den Wald zu den Tieren. Diese spielen nun das Sonnenscheinkonzert an. Quallus, der über der Orgel eingeschlafen war, erwacht und beschwört erneut die Geister herauf. Die Musik der Tiere ist jedoch stärker und sie können das drohende Unwetter vertreiben. Die wütenden Geister ziehen Quallus mit sich in die schwarze Kuhle.
Die Ferien sind vorbei und Hannes verabschiedet sich am Marktbrunnen von Lisa. Dabei sprechen sie auch über Quatschi, der prompt aus dem Wasser auftaucht. Da nun niemand mehr die Wetterorgel spielt, ist das Gleichgewicht aber wieder hergestellt und Musik und Wetter greifen nicht mehr ineinander ein.

## Hintergrund
Der Film basiert auf einem Buch des Kinderarztes Hendrik Crasemann. Er wurde am 15. März 1989 erstmals gezeigt.
Die in der Nachrichtensendung gezeigte Zirkusszene stammt aus der Verfilmung von Kater Mikesch durch die Augsburger Puppenkiste aus dem Jahr 1985. Zu den Musikstücken, die im Film kurz angespielt werden, gehören das Leitmotiv zu Peter aus Peter und der Wolf,  Erinnerungen an Zirkus Renz und der Triumphmarsch aus Aida.
Die Brunnenplastik auf dem Markt in Bürgerwallstadt zeigt die Bremer Stadtmusikanten. Bremen ist zugleich der Heimatort von Hendrik Crasemann.
2009 erschien der Film zusammen mit Die vergessene Tür auf DVD.

## Synchronisation
| Rolle                              | Stimme                  |
| ---------------------------------- | ----------------------- |
| Schwalbe Rosine                    | Eva Maria Keller        |
| Bär Kempinski                      | Sepp Strubel            |
| Lisa Kalivar                       | Katinka Goertz          |
| Hannes                             | Arian Roggen            |
| Herr Quallus                       | Walter Schellemann      |
| Professor Siebenschläfer           | Arno Bergler            |
| Pfarrer                            | Horst Eisele            |
| Förster Kalivar                    | Dieter Goertz           |
| Dörte Kalivar                      | Gabriele Grund          |
| Arzt / Eber                        | Herbert Meyer           |
| Biber Carlos                       | Hanns-Joachim Marschall |
| Hase                               | Christl Peschke         |
| Eichhörnchen                       | Margot Schellemann      |
| Wasserquatsch                      | Peter Schmidt-Pavloff   |
| Nachrichtensprecherin              | Nicole Schneider        |
| Quatschi, der kleine Wasserquatsch | Gregor Schwank          |
| Oberdonnerstengel                  | Sepp Wäsche             |